# Ribeirão dos Índios
Ribeirão dos Índios è un comune del Brasile nello Stato di San Paolo, parte della mesoregione di Presidente Prudente e della microregione omonima.